# Sylvia Kollek
Sylvia Kollek (* 30. Januar 1970 in Czarnowanz, Polen) ist eine deutsche Marketingmanagerin. Sie gehörte bis zum Jahre 2004 dem Vorstand der Deutschen Phonoakademie an.

## Leben
Zwischen 1989 und 1993 studierte Kollek Betriebswirtschaftslehre an der Universität-Gesamthochschule Essen. Nach Abschluss ihres Studiums war sie im Bereich Marketing der EMI Group tätig. Sie begann als Produktmanagerin und war zuletzt Managing Director.
Sie fungierte 2005 bei Deutschland sucht den Superstar neben Dieter Bohlen und Heinz Henn als Jurymitglied. Heute betreibt sie eine Musikconsulting-Agentur in Köln.